# Жёлтый дом (фильм)
«Жёлтый дом» (фр. La Maison jaune; бер. Axxam Awragh) — социально-психологическая кинодрама алжирского режиссёра Амора Хаккара. Музыку к фильму написал Камел Мекессиер.

## Сюжет
Повествование о трагедии в семье, потерявшей старшего сына, ведётся на фоне иссушенных зноем алжирских пейзажей. Маленькой девочке вручают письмо с сообщением о том, что её брат, служивший в полиции, погиб в автокатастрофе. Не раздумывая, презрев любые запреты, отец вскакивает на свой старенький мопед и отправляется забрать тело сына. Мать тяжело преживает утрату, несмотря на все попытки мужа как-то поддержать её. Но простой крестьянин знает, что в горах Ореса сдаться — значить умереть. И вот тут-то среди вещей сына и обнаруживается таинственная кассета…

## В ролях
- Ая Хамди — Ая
- Амор Хаккар — Отец
- Тунес Аит Али — Мать

## Награды и номинации
- Приз экуменического жюри
- Приз «Дон Кихот»
- 3-й приз молодёжного жюри на 60-м международном кинофестивале в Локарно
- Приз за лучший фильм и лучший сценарий на международном кинофестивале «Ноев Ковчег» (Россия, 2008 год)
- Премия за лучший фильм и лучшую музыку на XXVIII фестивале в Валенсии (2007 год)